# Ond clown

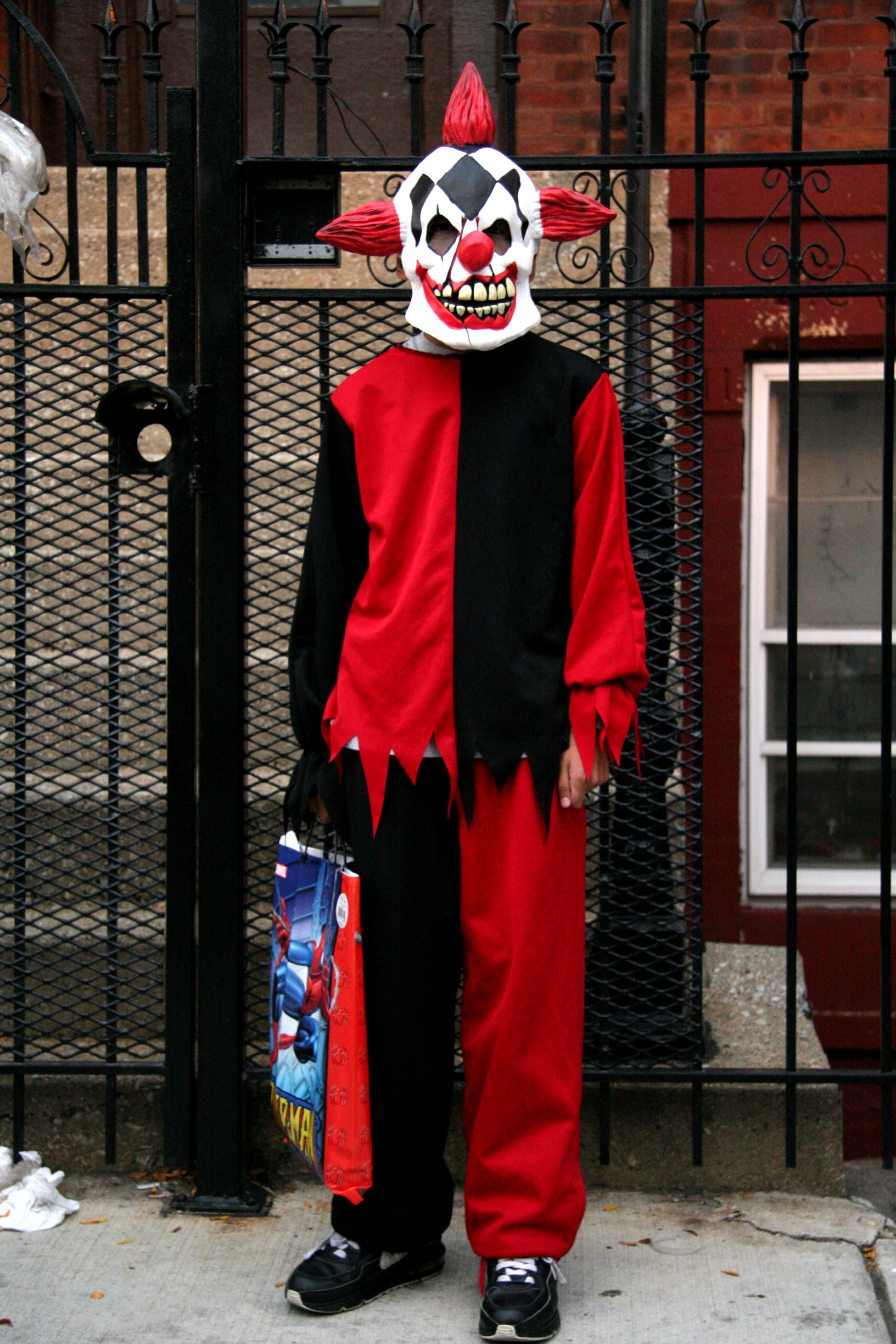

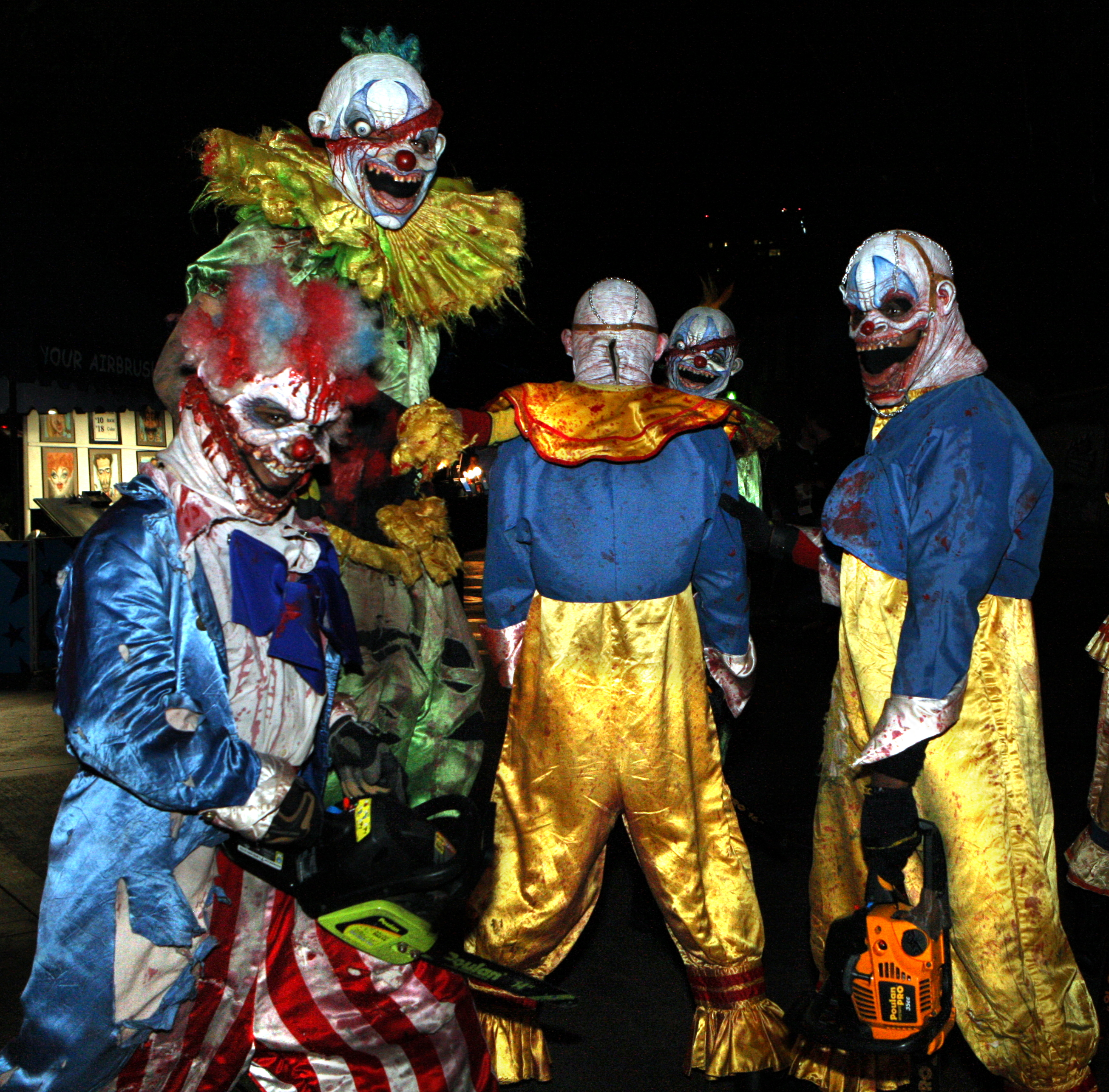

Ond clown är en stereotyp som bygger på att många upplever en rädsla för clowner och andra okända maskerade vuxna människor. Ond clown eller evil clown är ett populärt begrepp i USA där det ofta förekommer i böcker och i filmer.
Filmer och annan media där onda clowner förekommer:
- Det - Ett spöke tar skepnad av en clown som dödar barn.
- Poltergeist - En clown-docka anfaller en pojke.
- Saw - En buktalar-clown-docka används av en seriemördare.
- Bron - En elak clown mördar ett barn på ett sjukhus.
- Batman - Den onda skurken Joker är en "clown".
- The Nightmare Before Christmas - Bland alla monster i Halloweentown finns en överviktig, ansiktslös död clown.
- Insane Clown Posse - Ett amerikanskt horrorcore-band, som själva tillsammans med sina fans använder sig av "evil clown"-smink, och som använder sig av ond clown-konceptet.
- Killer Klowns from Outer Space - Amerikansk skräckfilm från 1988 där ett ufo, som ser ut som ett cirkustält, med utomjordingar i form av clowner landar i en Amerikansk småstad. Utomjordingarna börjar mörda folk med popcornpistoler, levande ballonghundar och frätande pajer.
- Terrifier - Amerikansk slasherfilm från 2016 som kretsar kring en clown, kallad Art, som dödar folk med diverse vapen.[1]
- Spawn - Amerikansk serietidning som utkom 1992. Det blev även en film med samma namn 1997. I både serietidningen och filmen förekommer Violator, som är den äldsta och mäktigaste av fem helvetesfödda demoner, kända som Phlebiac Brothers. Violators senaste inkarnation är som en clown.[2]